# Kłomnice (gmina)
Kłomnice (do 1947 gmina Rzeki) – gmina wiejska w województwie śląskim, w powiecie częstochowskim. W latach 1975–1998 gmina położona była w województwie częstochowskim. Siedzibą gminy jest wieś Kłomnice.

## Struktura powierzchni
Według danych z roku 2002 gmina Kłomnice ma obszar 147,85 km², w tym:
- użytki rolne: 71%
- użytki leśne: 18%

Z ogólnej powierzchni obejmującej 14.785 ha, użytki rolne zajmują 10.714 ha, co stanowi 72,4% całego obszaru gminy. W gminie Kłomnice tereny sadownicze są jednymi z największych w woj. śląskim (208 ha). W gminie Kłomnice lasy zajmują 2.501 ha (17% całej powierzchni).
Gmina stanowi 9,73% powierzchni powiatu, oraz 2,4% powierzchni województwa śląskiego. Plasuje to gminę Kłomnice na 4 miejscu wśród 54 gmin w województwie. Spośród 746 sołectw w województwie, 23 leżą na terenie gminy Kłomnice.

## Demografia i dane statystyczne
Według danych z 30 czerwca 2004 gminę zamieszkiwało 13 885 osób. Natomiast według danych z 31 grudnia 2017 roku gminę zamieszkiwało 13 602 osób.
Dane z 30 czerwca 2004:
| Opis                              | Ogółem | Ogółem | Kobiety | Kobiety | Mężczyźni | Mężczyźni |
| --------------------------------- | ------ | ------ | ------- | ------- | --------- | --------- |
| Jednostka                         | osób   | %      | osób    | %       | osób      | %         |
| Populacja                         | 13 885 | 100    | 7135    | 51,4    | 6750      | 48,6      |
| Gęstość zaludnienia [mieszk./km²] | 93,9   | 93,9   | 48,3    | 48,3    | 45,7      | 45,7      |

Liczba mieszkańców na dzień 31.12.2004 wynosiła 13 861 osób, co stanowi 3,9% ogółu ludności wiejskiej woj. śląskiego. Bardziej zaludnioną gminą w województwie jest tylko gmina Wręczyca Wielka. Gęstość zaludnienia wynosi 93,6 osób na km², przy średniej gęstości zaludnienia w regionie 127 osób na km². Od dłuższego czasu obserwuje się przewagę kobiet nad mężczyznami i obecnie wynosi ona ok. 104 kobiety na 100 mężczyzn.

## Historia
Miejscowość i gmina Kłomnice leżą w północno-wschodniej części województwa śląskiego, nad rzekami Wartą i Wiercicą. Nazwa Kłomnic, pochodzi od słowa kłomnia (kłoma, kloma) oznaczającego sieć, lub pułapkę na ryby używaną w strumieniach i rzekach. Kłomnice powstały prawdopodobnie już w XIII w. i były gniazdem rodowym rodziny Kłomnickich herbu Oksza w obrębie ośrodka osadniczego w Borownie. Już wtedy były siedzibą bardzo rozległej parafii katolickiej.
Pierwsze wzmianki o parafii Kłomnice pochodzą z 1404 r., gdzie mówi się o należących do niej 11 wsiach (co praktycznie pokrywa się to z terenem dzisiejszej gminy). W dokumentach z 1405, 1406 i 1415 r. pojawiają się wydarzenia i postacie (Pietrasz, pleban Maciej i Sławnik), które wskazują historię dłuższą niż ta udokumentowana. Wydane w 1521 r. przez arcybiskupa Jana Łaskiego Liber Beneficiorum opisuje parafię obejmującą oprócz Kłomnic również następujące wsie: Rzerzęczyce, Rzeki, Pacierzów, Karczewice, Garnek, Konary, Zawada, Lipicze oraz Bartkowice. Większość informacji historycznych z późniejszych czasów, aż do końca XVIII w. dotyczy właśnie parafii i jej kościoła.

Mapa Gminy Kłomnice

Same Kłomnice nie były dawniej wielką miejscowością. Przewyższały je pobliskie Konary, Zawada, Garnek, jak również Pławno, Gidle czy Mstów. Były położone z dala od ówczesnych szlaków handlowych i komunikacyjnych i dlatego nie rozwijały się. Dopiero budowa kolei warszawsko-wiedeńskiej (1846) i związana z tym lokalizacja stacji (przedtem przystanku) dała impuls do szybkiego rozwoju i już pod koniec XIX w. zaczęły rywalizować z sąsiednimi miejscowościami. Dlatego też, gdy w wyniku reformy administracyjnej w 1866 r. utworzono gubernie i powiaty (Kłomnice należały do powiatu Radomsko w guberni piotrkowskiej).
W Kłomnicach umieszczono Sąd Gminny obejmujący swoim zasięgiem, oprócz Kruszyny (z Kłomnicami) również gminy: Garnek, Rzeki i Konary (dzisiejsza gmina prawie pokrywa się z tym obszarem). Funkcjonował on w Kłomnicach (dzisiejsza ulica Sądowa) aż do 1929 r., kiedy już jako Sąd Grodzki został przeniesiony do Pławna. W Kłomnicach umieszczony był od dawna (jeszcze w XIX w.) Urząd Pocztowy. Zapoczątkowany został rozwój gospodarczy. W 1888 r. wybudowana została przez Francuzów Fabryka Cykorii (produkowała cykorię w laskach jako dodatek do kawy), która funkcjonuje do tej pory jako Herbapol. W 1908 r. powstaje Spółdzielnia, funkcjonująca dzisiaj jako Gminna Spółdzielnia Samopomoc Chłopska, powstaje tartak, zaczyna pracę filia fabryki maszyn rolniczych Sucheniego z Gidel, pracowała też odlewnia A. Bugaja z Kłomnic (do dziś można znaleźć sieczkarnie z odpowiednim napisem). Dodatkowym impulsem gospodarczym było wybudowanie w 1937 r. szosy asfaltowej łączącej Radomsko z Częstochową. Reszta miejscowości gminy to dawne wsie szlacheckie oprócz Konar i Zawady, które były królewszczyzną i wchodziły w skład Starostwa Konarskiego. Pod koniec XIX w. wiele majątków w okolicy Kłomnic wykupiła słynna na Zachodzie rodzina Reszków: Jana, Edwarda i Józefiny – śpiewaków operowych. Po nich zostały dwory i majątki w Skrzydlowie, Garnku, Chorzenicach, Witkowicach i Borownie. Dziełem Jana Reszke była też Stadnina Koni w Skrzydlowie, funkcjonująca do dziś i obejmująca obecnie hodowlę w Widzowie – pozostałość Stadniny księcia Lubomirskiego. Z dawnych majątków ziemskich ostały się jeszcze tylko Nieznanice (po Wunsche) obecnie jako Hodowla Roślin SA.
Wybuch II wojny światowej zahamował rozwój nie tylko Kłomnic. Szczególnie tragicznym wydarzeniem było bombardowanie zatłoczonego uchodźcami centrum w dniach 1–5 września 1939 r. Po uwolnieniu od hitlerowców 17 stycznia 1945 r. mieszkańcy przystąpili do odbudowy i na nowo podjęli działalność gospodarczą. Wznowiła pracę większość zakładów, z tym, że właściciele pozbawieni przez komunistyczny rząd swoich praw już do nich nie wrócili. Niektórzy z nich, jak właściciele majątku w Garnku, mieli tylko dwie godziny na opuszczenie swego domu i wyjazd. Gospodarstwa rolne w większości funkcjonowały potem w ramach PGR-ów lub RSP aż do lat 90. Gmina Kłomnice w obecnym kształcie powstała w roku 1974 r.
Z 20 na 21 lipca 2007 przez gminę przeszła trąba powietrzna niszcząc kilkadziesiąt zabudowań gospodarskich w Hubach, Adamowie i Skrzydlowie.

## Demografia

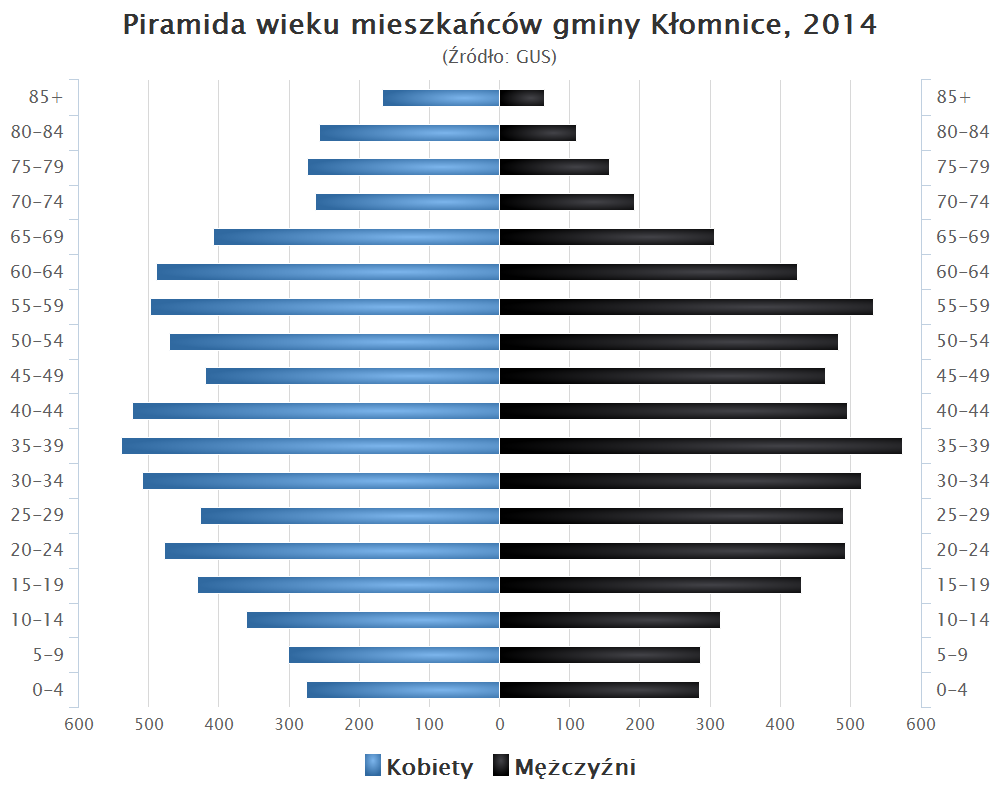
Piramida wieku mieszkańców gminy Kłomnice w 2014 roku

## Zabytki
W gminie Kłomnice istnieje pięć obiektów wpisanych do rejestru zabytków Wojewódzkiego Oddziału Służby Ochrony Zabytków w Katowicach. Są to:
1. Zespół kościoła parafialnego pod wezwaniem Św. Marcina w Kłomnicach – XVIII w.
2. Cmentarz grzebalny w Kłomnicach – XIX w.
3. Zespół pałacowy w Nieznanicach – 1917 r.
4. Zespół dworski w Rzekach Wielkich z 1790 r.
5. Zespół dworski w Skrzydlowie z XIX w.

## Gospodarka
W całej gminie Kłomnice zarejestrowanych jest ok. 550 jednostek gospodarczych w sektorze prywatnym (dane na dzień 31.12.2004). Gmina Kłomnice ma charakter rolniczy. Z analizy struktury zatrudnienia wynika, że w rolnictwie pracuje prawie 25% ogółu zatrudnionych. Do terenów, gdzie nie wykorzystano jeszcze wszystkich możliwości gospodarczych, należą obszary wokół rzeki Warty. Funkcjonują już tam pięć małych elektrowni wodnych i jeden młyn gospodarczy. Istnieją możliwości wykorzystania tych terenów do rekreacji i wypoczynku, szczególnie malowniczych odcinków w okolicy Rzek Wielkich i Skrzydlowa. Gmina posiada względnie rozwiniętą infrastrukturę i trwają pracę nad jej dalszym unowocześnieniem (telefonizacja, wodociągi, stosunkowo gęsta sieć dróg, PKS, PKP, sieć kanalizacyjna i oczyszczalnia).
W gminie Kłomnice działa Gminna Spółdzielnia Samopomoc Chłopska Kłomnice posiadająca ponad dwadzieścia sklepów spożywczo – przemysłowych.

## Szkolnictwo
Na terenie gminy Kłomnice funkcjonuje 7 gimnazjów, 8 szkół podstawowych samodzielnych i 1 szkoła filialna oraz 3 przedszkola. Gimnazja i szkoły w większości przypadków połączone są w zespoły szkół i ostatecznie sieć szkół w gminie wygląda następująco:
- Zespół Szkół w Kłomnicach, w skład którego wchodzą Gimnazjum w Kłomnicach i Szkoła Podstawowa im. Grzegorza Piramowicza w Kłomnicach
- Zespół Szkół w Rzerzęczycach, w skład którego wchodzą Gimnazjum w Rzerzęczycach i Szkoła Podstawowa im. Henryka Sienkiewicza w Rzerzęczycach
- Zespół Szkół im. Bolesława Prusa w Garnku, w skład którego wchodzą Gimnazjum w Garnku i Szkoła Podstawowa im. Bolesława Prusa w Garnku oraz Szkoła Podstawowa w Garnku Filia w Rzekach Wielkich
- Zespół Szkół im. Jana Kochanowskiego w Witkowicach, w skład którego wchodzą Gimnazjum w Witkowicach i Szkoła Podstawowa w Witkowicach, a także Przedszkole w Witkowicach.
- Zespół Szkół w Zawadzie, w skład którego wchodzą Gimnazjum im. Stefana Kardynała Wyszyńskiego w Zawadzie i Szkoła Podstawowa im. Janusza Korczaka w Zawadzie
- Zespół Szkół im. Kornela Makuszyńskiego w Skrzydlowie, w skład którego wchodzą Gimnazjum w Skrzydlowie i Szkoła Podstawowa w Skrzydlowie
- Zespół Szkół w Konarach, w skład którego wchodzą Gimnazjum w Konarach i Szkoła Podstawowa im. Św. Jana Pawła II w Konarach
- Szkoła Podstawowa w Zdrowej (zlikwidowana w 2010 r.)
- Przedszkole w Kłomnicach
- Przedszkole w Rzerzęczycach
- Przedszkole w Rzekach Wielkich

Obsługą finansowo-księgową, płacowo-kadrową i administracyjną powyższych placówek zajmuje się Biuro Obsługi Oświaty przy Szkole Podstawowej w Kłomnicach. Siedziba Biura mieści się w budynku Urzędu Gminy w Kłomnicach przy ul. Strażackiej 20.

## Kultura
Od 1994 r. w Kłomnicach działa Ludowy Zespół Pieśni i Tańca „Kłomnickie Płomyczki”. Zespół koncertuje i podróżuje po Europie. Został wyróżniony na wielu festiwalach i konkursach. Zespół prezentuje folklor z terenu całej Polski, głównie tańce i przyśpiewki narodowe.
W Rzerzęczycach (wieś w gminie Kłomnice) od 1994 r. działa Zespół Obrzędowy Grusza. Od początku istnienia zespół ten jest prowadzony przez Janinę Gołdy, która pisze scenariusze i zajmuje się reżyserią obrzędów (Jak to ze lnem było, Majówka, Tajemnice Różańcowe, Pochówek itp.)
Najważniejsze sukcesy zespołu: Przegląd Zespołów Obrzędowych w Koniecpolu (I miejsce – rok 1994, III miejsce – rok 1995), Przegląd Zespołów Regionalnych – Zebrzydowice Śląskie (1995 r. – II miejsce, wyróżnienie – rok 1998). Udział w Ogólnopolskim Festiwalu Kapel, Śpiewaków i Zespołów Ludowych – Kazimierz nad Wisłą (1998 r.), Wojewódzki Przegląd Obrzędów Wiosennych – Katowice (2000 r. – II miejsce), Wojewódzki Przegląd Zespołów Folklorystycznych Wici (2002 r. – wyróżnienie, rok 2003 – II miejsce). Rok 2003 – XIX Sejmik Wiejskich Zespołów Teatralnych – Bukowina Tatrzańska, Zespół otrzymał rekomendację do udziału w XX Sejmiku Teatru Wsi Polskiej – Tarnogród (Nagroda Ministerstwa Kultury).

## Wsie gminy Kłomnice
Adamów, Bartkowice, Chmielarze, Chorzenice, Garnek, Huby, Karczewice, Kłomnice, Kuźnica, Konary, Lipicze, Michałów Kłomnicki, Michałów Rudnicki, Nieznanice, Niwki, Pacierzów, Rzeki Małe, Rzeki Wielkie, Rzerzęczyce, Skrzydlów, Śliwaków, Witkowice, Zawada, Zberezka, Zdrowa.

## Mylna sytuacja z dwoma Michałowami, które zamieniły się nazwami
W gminie Kłomnice są dwie wsie o nazwie Michałów: Michałów Rudnicki („Michałów A”) i Michałów („Michałów B”). Dawniej obie miejscowości nosiły nazwę Michałów, lecz ponieważ Michałów A przynależał do gminy Rzeki a Michałów B do gminy Kruszyna (obie w powiecie radomszczańskim) nie przysparzało to większych kłopotów w orientacji.
1 stycznia 1948 zniesiono gminę Rzeki, a z jej obszaru utworzono gminę Kłomnice; ponadto z gminy Kruszyna do nowo utworzonej gminy Kłomnice przyłączono trzy gromady, w tym Michałów B. Tak więc w obrębie gminy Kłomnice znalazły się dwa Michałowy. Jedynym rozróżnikiem był różny status obu miejscowości: Michałów A był od 1933 kolonią w gromadzie Chorzenice, a Michałów B był wsią stanowiącą od 1933 odrębną gromadę.
1 stycznia 1992 wprowadzono krytyczną zmianę w celu ujednoznacznienia nazewnictwa obu Michałowów. Wieś Michałów przemianowano na Michałów Rudnicki. Zapewne władzom chodziło o zmianę nazwy Michałowa A na Michałów Rudnicki, jako że Michałów A leży zaledwie 1 km na północny wschód od wsi Rudniki. Ale ponieważ niepoprawnie użyto zapisu „wieś Michałów”, zmiana dotyczyła Michałowa B (o statusie wsi), a nie domniemanego Michałowa A koło Rudnik, który miał zaledwie status kolonii. Tak więc przez kolejne 26 lat Michałów pod samymi Kłomnicami (B) nazywał się kontrintuitywnie Michałowem Rudnickim, a Michałów pod samymi Rudnikami (A) po prostu Michałowem.
Do korekty doszło dopiero 1 stycznia 2018 kiedy nazewnictwo odwrócono. Kolonię Michałów („Michałów A”) przemianowano na Michałów Rudnicki (nadając jej równocześnie status wsi), a błędnie ochrzczoną wieś Michałów Rudnicki („Michałów B”) przemianowano na Michałów. Następstwa tej zamiany są nadal widoczne w wielu systemach kartograficznych np. w portalu Targeo, gdzie nazwy obu miejscowościach są podawane odwrotnie (błędnie).
Poniższa tabela ma na celu uwypuklenie zaistniałych zmian w przekroju czasowo-przestrzennym:
|                    | Obecny Michałów Rudnicki wieś przy Rudnikach („Michałów A” w tekście) | Obecny Michałów wieś przy Kłomnicach („Michałów B” w tekście) |
| do 31 grudnia 1947 | kolonia Michałów w gminie Rzeki (w gromadzie Chorzenice)              | wieś Michałów w gmninie Kruszyna (w gromadzie Michałów)       |
| 1 stycznia 1948    | kolonia Michałów w gminie Kłomnice (w gromadzie Chorzenice)           | wieś Michałów w gminie Kłomnice (w gromadzie Michałów)        |
| 1 stycznia 1992    | kolonia Michałów w gminie Kłomnice                                    | wieś Michałów Rudnicki w gminie Kłomnice (błędnie)            |
| 1 stycznia 2018    | wieś Michałów Rudnicki w gminie Kłomnice (korekta)                    | wieś Michałów w gminie Kłomnice (korekta)                     |

## Sąsiednie gminy
Gidle, Dąbrowa Zielona, Kruszyna, Mstów, Mykanów, Rędziny